# Minuf
Minuf (arab. منوف) – miasto w muhafazie Al-Minufijja w północnej części Egiptu, na północny zachód od Kairu. W 2006 roku liczyło ok. 89 tys. mieszkańców.